# Xysticus bilimbatus
Xysticus bilimbatus är en spindelart som beskrevs av Ludwig Carl Christian Koch 1875. Xysticus bilimbatus ingår i släktet Xysticus och familjen krabbspindlar.
Artens utbredningsområde är New South Wales. Inga underarter finns listade i Catalogue of Life.